# Sing Sing (więzienie)
Sing Sing Correctional Facility – amerykański zakład karny o maksymalnym rygorze, znajdujący się w miejscowości Ossining w stanie Nowy Jork. Znajduje się około 48 km na północ od Nowego Jorku, nad brzegiem rzeki Hudson. Nazwa „Sing Sing”, pierwotnie odnosząca się do dzisiejszego miasta Ossining, pochodziła od nazwy plemienia rdzennych Amerykanów Sinck Sinck, od którego odkupiono te ziemie w 1685 roku.
Więzienie zorganizowano początkowo w systemie milczenia, wzorowanym na więzieniu w Auburn. Więźniowie przebywali w nocy w indywidualnych celach, natomiast dni spędzali na wspólnej pracy, pod surowym i całkowitym rygorem milczenia. Z tego zakazu zrezygnowano stopniowo na początku XX w. 
W Sing Sing przebywa około 1700 więźniów. Planuje się przekształcenie najstarszego bloku zakładu w muzeum.